# Polo Morín
Polo Morín (né Leopoldo Morín Garza le 3 novembre 1990 à Celaya, Guanajuato, Mexique), est un acteur et mannequin mexicain.

## Biographie
Polo Morín est le fils du docteur Leopoldo Morín et de María Laura Garza. Il étudie les relations internationales à l'université. Il parle plusieurs langues : anglais, français, portugais, espagnol et un peu de mandarin.

## Carrière
À l'âge de 16 ans il va à Mexico pour faire des études. Il commence à enregistrer des publicités et à poser comme mannequin pour divers catalogues de vêtements et de chaussures. Il prend des cours de théâtre à Casa Azul.
En télévision il travaille dans quelques épisodes de La Rosa de Guadalupe avec lequel il gagne comme récompense, un Premio Bravo. Il participe aussi à Como dice el dicho.
Ensuite il interprète Nicolás Montes, dit Nico dans la série pour la jeunesse Último año, produite par MTV Latinoamérica et Argos pour MTV Networks Latinoamérica et la Chaîne 3.
Ensuite il interprète Eric López-Haro dans la série Gossip Girl Acapulco (GGA) de Televisa.
Il tient un rôle dans le film anglais Deceptive, où il interprète l'amant de la protagoniste.
En décembre 2013, il collabore à la pièce de théâtre Suicidios.
En 2014, il tient le rôle de Fernando Lascurain Diez dans la telenovela Mi corazón es tuyo produite par Juan Osorio pour Televisa.
En 2016, il participe à la télénovela Sueño de amor où Julián Gil est l'antagoniste principal.

## Filmographie

### Cinéma
- 2023 : My Dear F***ing Prince (Red, White & Royal Blue) de Matthew López : Rafael Luna

### Telenovelas
- 2011 : La rosa de Guadalupe : Osvaldo
- 2012 : Último año : Nicolás Montes, dit Nico
- 2012 : Por ella soy Eva : Ex novio de Jennifer[7]
- 2013 : Como dice el dicho
- 2013 : Gossip Girl Acapulco : Eric López-Haro
- 2014-15 : Mi corazón es tuyo : Fernando Lascuráin Díez, dit Nando
- 2016 : Sueño de amor : Pedro Carmona Guerrero
- 2017: El bienamado : Jordi de Ovando
- 2021 : Qui a tué Sara ? : "Chema" jeune
- 2022 : Sous la braise : Julián

## Théâtre
- 2013 : Suicidios
- 2013 : Mi corazón es tuyo

## Nominations et récompenses

### Premios Bravo
| Année | Catégorie | Telenovela           | Résultat |
| ----- | --------- | -------------------- | -------- |
| 2012  | Acteur    | La rosa de Guadalupe | Gagnant  |

### Premios Kids' Choice Awards
| Année | Catégorie              | Telenovela         | Résultat |
| ----- | ---------------------- | ------------------ | -------- |
| 2015  | Meilleur acteur favori | Mi corazón es tuyo | Gagnant  |